# Низа
Низа (јап. 新座市) град је у Јапану у префектури Саитама. Према попису становништва из 2005. у граду је живело 153.305 становника.

## Становништво
Према подацима са пописа, у граду је 2005. године живело 153.305 становника.
| 1995.   | 2000.   | 2005.   |
| ------- | ------- | ------- |
| 144.726 | 149.511 | 153.305 |